# باشگاه ورزشی الجیش قطر
باشگاه ورزشی الجیش (به عربی: نادی جیش الریاضی) یک باشگاه فوتبال در شهر دوحه و در کشور قطر بود که تیم فوتبال آن در لیگ ستارگان قطر بازی می‌کرد.
این باشگاه در سال ۲۰۰۷ میلادی تأسیس شد. جیش در ژوئیه سال ۲۰۱۷ میلادی با باشگاه لخویا ادغام شد و تیم الدحیل تشکیل شد.
این تیم در سال ۲۰۱۳ قهرمان لیگ ستارگان قطر شد. الجیش در سال ۲۰۱۲ و ۲۰۱۴ به مقام نایب قهرمانی در لیگ ستارگان قطر دست یافت.این تیم در سال ۲۰۱۴ به مقام قهرمانی در جام ولیعهد قطر دست یافت.
الجیش همچنین در لیگ قهرمانان آسیا ۲۰۱۳ اولین حضور خود را داشت.